# 1983 - 1986
1983 - 1986 è un EP dell'hardcore punk band milanese Wretched. L'EP è una raccolta di brani tratti dagli EP pubblicati precedentemente.

## Tracce
1. Muori per la patria muori per niente
2. Troppo facile
3. Dentro te
4. Spero venga la guerra
5. Rifletti
6. Sezionati vivi
7. La tua morte non aspetta

## Formazione
- Gianmario - voce
- Fabio - basso
- Daniele - chitarra
- Gigi - chitarra
- Zambo - batteria
- Giancarlo - batteria
- Crema - batteria